# Trinovid

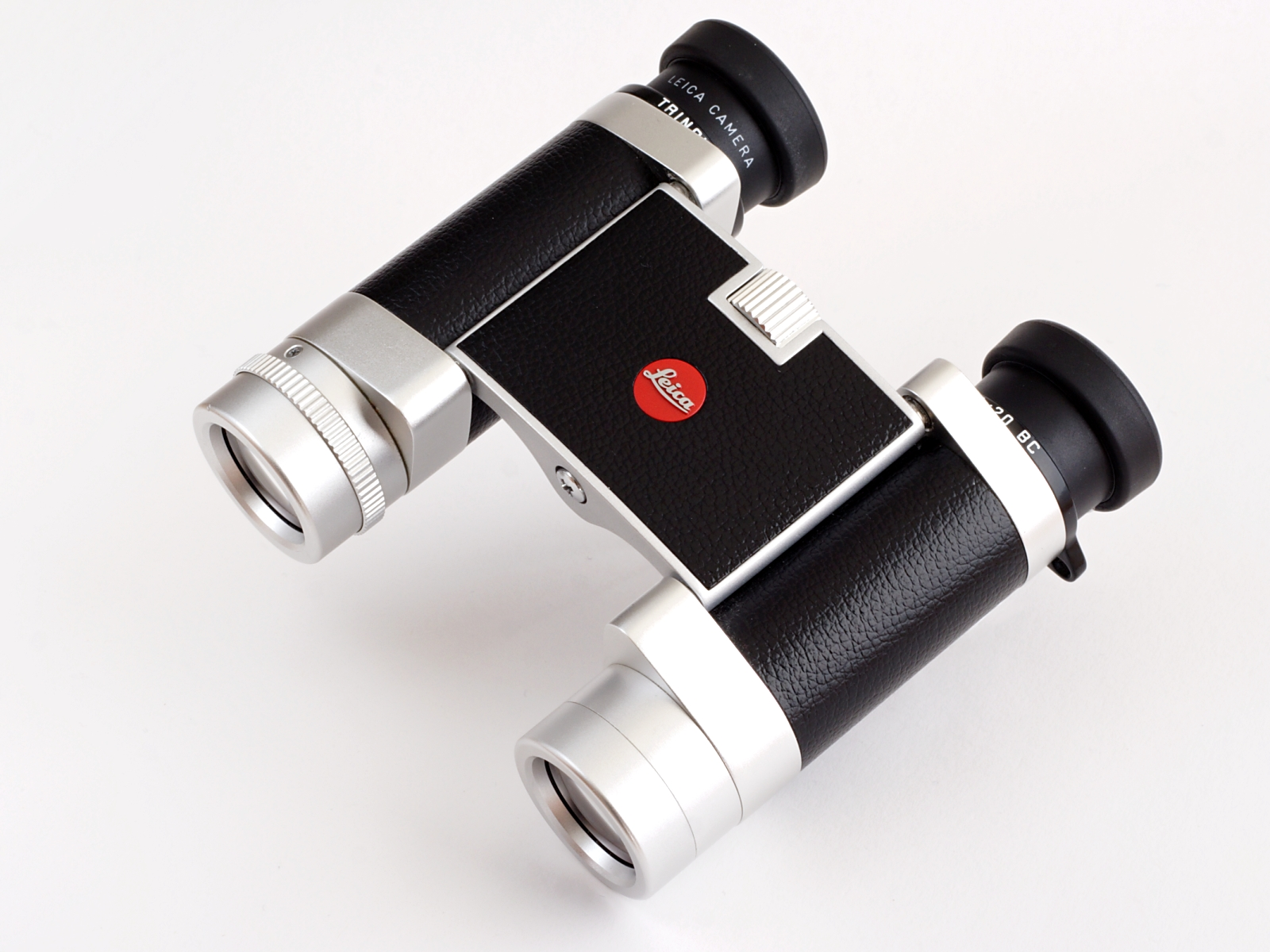
Leica Trinovid 8×20 BC

Trinovid ist die geschützte Modellbezeichnung einer Dachkantprismen-Fernglas-Reihe der Firma Leitz (Optik) (heute Leica Camera).
Die Trinovid-Ferngläser wurden 1963 vorgestellt und verwendeten spezielle Pentaprismen (sogenannte Uppendahl-Dachkantprismensysteme). Sie umfassten sowohl größere als auch kleinere (Kompakt-)Ferngläser und waren zunächst praktisch nicht brillenträgertauglich. Sie wurden zunehmend verbessert und gegen 1990 auf Schmidt-Pechan-Prismen umgestellt, womit auch eine neue Serie auf den Markt kam. Diese lange Zeit auf dem Markt für hochwertige Kompaktferngläser führenden Ferngläser hatten die optischen Kennzahlen 8×20 und 10×25. Sie wurden 2004 durch die Ultravid-Serie mit höherwertigem Glas, besserer Vergütung und gänzlicher Neuberechnung der optischen Abbildungsqualitäten ergänzt, sind aber weiterhin erhältlich.